# Gérard de Nerval
Gérard de Nerval (pseudonym for Gérard Labrunie,født 22. maj 1808, død 26. januar 1855) var en fransk digter og oversætter.

## Liv
Gérard Labrunie blev født i Paris. Han blev først berømt som oversætter; Goethe roste hans oversættelse af Faust. De Nerval oversatte herudover digte af Heinrich Heine.
I 1841 fik han et nervøst sammenbrud. I årene herefter skrev han sine mesterværker. Efter flere angreb af vanvid begik han selvmord i 1855. Paul V. Rubow omtaler de Nerval i sin bog "Den korte Kunst" udgivet af Gyldendal i 1978. I kapitlet om Hoffmanns Eventyr (side 64) skriver Rubow, at Hoffmann hører til en gruppe romantikere, som flygtede fra virkeligheden ind i poesien og fantasiverdenen, hvorved deres personlighed opløstes, og Rubow fortsætter: "I Frankrig findes et ejendommeligt Sidestykke i nævnte Gérard de Nerval, der hængte sig en Nat, han var fortabt i Tanken paa Dronningen af Saba."

## Udvalgte værker
- Voyage en Orient (1851)
- La Bohême galante (1852)
- Les Filles du feu (1854)
- Aurélia (1855)